# Bambuza
Bambuza (Elopichthys bambusa) – gatunek słodkowodnej ryby karpiokształtnej z rodziny karpiowatych (Cyprinidae). Jedyny przedstawiciel rodzaju Elopichthys. Poławiany jako ryba konsumpcyjna.

## Występowanie
Azja – Chiny, Wietnam i Syberia. 

## Cechy morfologiczne
Osiąga 200 cm długości i 40 kg masy ciała.

## Rozród
Samce dojrzałość płciową osiągają w wieku 5–10 lat przy długości 56–100 cm, samice w wieku 6–11 lat przy długości 66–105 cm. Trze się w VI–VII.

## Znaczenie
Łowiona na wędkę oraz przez rybaków.